# Paljanska Miljacka
Paljanska Miljacka  je rijeka u Bosni i Hercegovini.
Paljanska Miljacka izvire na Palama na 1010 metara nadmorske visine. Zajedno s Mokranjskom Miljackom, s kojom se sastaje u selu Dovlići u sarajevskoj općini Stari Grad, čini rijeku Miljacku koja se kasnije ulijeva u Bosnu. Paljanska Miljacka je duga 12,9 kilometara.